# Anne Marie Morris
Anne Marie Morris (nacida el 5 de julio de 1957) es una política del Partido Conservador británico y ex abogada. Ha sido miembro del Parlamento (MP) de Newton Abbot desde 2010.

## Carrera y primeros años
Morris nació en Londres el 5 de julio de 1957. Estudió de forma privada en  la Escuela Bryanston en Dorset y en la Universidad de Oxford, donde estudió derecho. Después de una carrera trabajando como abogada corporativa, se convirtió en directora de marketing de PricewaterhouseCoopers (PwC) y Ernst and Young. Fue elegida consejera en el Consejo del Condado de West Sussex para la división de Cuckfield & Lucastes en 2005 y pasó a presidir el Comité de Control de Salud del consejo.

## Carrera parlamentaria
Después de intentos fallidos de ser seleccionado como el candidato conservador para los escaños parlamentarios de Lewes y Arundel y South Downs, en diciembre de 2006 Morris fue seleccionado por la Asociación Conservadora local para disputar el distrito electoral de Newton Abbot. En marzo de 2007, Morris dimitió como concejal en West Sussex.
En las elecciones generales de 2010, Morris fue elegido para el asiento de Newton Abbot en un cambio del 5% de los demócratas liberales. En una reñida contienda, derrotó al titular, Richard Younger Ross, que había sido diputado por el antiguo distrito electoral de Teignbridge, por 523 votos.
Morris llamó la atención durante las Preguntas del Primer Ministro en julio de 2012 cuando gritó una larga pregunta sobre las universidades técnicas en Devon sobre una cámara de los Comunes ruidosa y cada vez más divertida, mientras agitaba un brazo izquierdo sostenido en un cabestrillo. El video de su "arrebato agudo" circuló ampliamente en las redes sociales. Morris dijo que se preocupaba por el tema planteado y que "siempre hablaría apasionadamente sobre los problemas de mi circunscripción".
En 2012, Morris apareció en una investigación de la BBC sobre los parlamentarios que tenían propiedades en Londres pero reclamaban gastos por alquilar una propiedad separada en la ciudad. Ella fue incluida como una de los 22 parlamentarios que estaban realizando la práctica, que era legal, luego de un límite en la cantidad que los parlamentarios podían reclamar por los costos de la hipoteca.
En 2013, fue una de los 30 rebeldes conservadores cuyos votos ayudaron a derrotar los planes del gobierno para una acción militar en Siria. Más tarde dijo que tomó la decisión porque los planes de acción militar "se sentían mal pensados y olían a cambio de régimen", pero apoyaban los planes de ataques aéreos contra el EIIL.
En las elecciones generales de 2015, aumentó su mayoría a 11,288 y nuevamente en las elecciones de 2017 a 17,160.
Morris está interesada en las pequeñas empresas y copresidió el Grupo parlamentario de todos los partidos para microempresas hasta 2016.  En 2014, dirigió la primera revisión de políticas del Reino Unido para considerar la educación empresarial para todos los niveles de educación, 'Un sistema educativo para un emprendedor '. Se desempeñó durante tres años en el Comité de Trabajo y Pensiones hasta marzo de 2015. Se desempeñó durante 6 meses en el Comité de Cuentas Públicas hasta mayo de 2017, antes de reincorporarse al comité en febrero de 2018. En Newton Abbot ha establecido Teignbridge Business Buddies, un esquema que ofrece apoyo a las pequeñas empresas.
En enero de 2016, el Partido Laborista propuso sin éxito una enmienda en el Parlamento que habría exigido a los propietarios privados que hicieran sus casas "aptas para la habitación humana". Según el registro de intereses del Parlamento, Morris fue uno de los 72 parlamentarios conservadores que votaron en contra de la enmienda y que obtuvieron personalmente un ingreso del alquiler de propiedades. El gobierno conservador había respondido a la enmienda que creía que las casas deberían ser aptas para la habitación humana, pero no deseaba aprobar la nueva ley que lo exigiría explícitamente.
Morris apoyó la salida del Reino Unido de la Unión Europea antes del referéndum de 2016.
El 15 de noviembre de 2018 presentó una carta de desconfianza en el liderazgo de Theresa May.
En octubre de 2020, Morris fue uno de los cinco parlamentarios conservadores que rompieron el látigo para votar a favor de una moción del día de la oposición laborista para extender la provisión de comidas escolares gratuitas durante las vacaciones escolares hasta la Pascua de 2021.

## Suspensión de látigo conservadora y eventos posteriores
En julio de 2017, Morris se enfrentó a pedidos para que se le retirara el látigo conservador después de ser grabada en un panel parlamentario utilizando el idioma "Negro en la pila de leña" para describir la amenaza de salir de la UE sin un acuerdo, en el lanzamiento de un informe. en el futuro para el sector financiero del Reino Unido después del Brexit. Morris luego declaró que el comentario fue "totalmente involuntario" y se disculpó sin reservas. La primera ministra Theresa May había ordenado al Chief Whip que suspendiera el látigo de la fiesta después de que los comentarios de Morris se publicaran en el sitio web HuffPost. El término había sido utilizado anteriormente en la Cámara de los Lores por el par conservador Lord Dixon-Smith en 2008.
Este incidente tuvo lugar pocas semanas después de la campaña de las elecciones generales de 2017, durante la cual Morris se distanció de un comentario hecho por su socio y agente electoral, Roger Kendrick, en una entrevista, en la que dijo que los problemas en el sistema educativo británico "se debían en su totalidad a los inmigrantes no nacidos en Gran Bretaña y sus altas tasas de natalidad ".
Durante el período en el que se retiró el látigo, el partido electoral conservador local no tomó ninguna medida y apoyó a Morris en el tema. Estuvo presente en varios eventos locales, incluido uno junto a Alison Hernandez, la Comisionada de Policía y Crimen de Devon y Cornwall. El látigo fue devuelto a Morris el 12 de diciembre de 2017, un día antes de una votación crucial sobre el proceso del Brexit. Aunque Morris votó con el gobierno conservador, el gobierno fue derrotado por cuatro votos.
Con respecto al bloqueo de COVID-19 de diciembre de 2020, Morris dijo: "No hay nada nuevo en este documento, es solo una repetición de los datos que se han publicado antes. No se ha hecho ningún intento de modelar el impacto en la economía de la manera en que han modelado el impacto que tendrán los niveles en las infecciones por Covid. No puedo apoyar al Gobierno en la votación [del 1 de diciembre], y todos los que conozco que han leído el documento dicen lo mismo ".

## Vida personal
Morris vive en Newton Abbot y Londres. Su ex socio fue el financiero Roger Kendrick, quien también se desempeñó anteriormente como su agente electoral. La pareja apareció en un artículo en The Sunday Times en marzo de 2013 sobre cómo las personas con altos ingresos podían limitar sus facturas de impuestos.